# IntEnt Suriname
IntEnt Suriname NV is een Surinaams trainings- en opleidingsinstituut voor het bedrijfsleven.
IntEnt is een niet-gouvernementeel opleidingsintituut. Het werd in 2009 opgericht en kende tussen januari 2012 en september 2013 een inactieve periode. Het instituut richt zich met trainingen, opleidingen en coaching op startende en micro-ondernemers die willen uitgroeien naar een midden- of kleinbedrijf. Het is nauw verweven met de Vereniging Surinaams Bedrijfsleven. Naast Paramaribo is het instituut ook actief in andere districten van Suriname, zoals sinds 2011 in Nickerie. Sinds 2014 richt het zich op jonge ondernemers als bijzondere doelgroep, zoals met trainingen van drop-outs in het Nucleus Centrum in Brokopondo. Daarnaast organiseert het een seminar in het thema 'groen ondernemen'.
Sinds 2010 beheert het opleidingsinstituut het garantiefonds Family & Friends Fund waaruit ondernemers met een goed ondernemingsplan gefinancierd worden. In oktober 2011 organiseerde het samen met de VES, STOCPA en SPWE een conferentie over de ontwikkelingsmogelijkheden van cassave.
Het instituut was betrokken bij de productie van verschillende documentaires. In 2011 verscheen Hoezo Suriname? met daarin ondernemers en personen die achter IntEnt staan. Ook was het betrokken bij Forward home die later dat jaar uitkwam over de rol van het toerisme vanuit de diaspora op de Caribische economie. Het ontwikkelde in hetzelfde jaar ook andere initiatieven in de Surinaamse toerismebranche, zoals met de organisatie van een cultureel festival rondom Nieuw-Amsterdam in Commewijne met de achterliggende intentie om van februari een derde toerismeseizoen te maken. In 2011 stond het op de Vakantiebeurs in Utrecht in Nederland en richtte het zich op remigrerende Surinamers die in Suriname een bedrijf willen starten.